# Íñigo Alli Martínez
Pour les articles homonymes, voir Alli et Martínez.
Íñigo Jesús Alli Martínez, né le 21 avril 1973, est un homme politique espagnol membre de l'Union du peuple navarrais (UPN).
Il est élu député de la circonscription de Navarre lors des élections générales de décembre 2015.

## Biographie

### Vie privée
Il est marié et père de trois enfants.

### Profession
Íñigo Jesús Alli Martínez possède une licence en sciences biologiques, spécialisé dans les molécules. Il a exercé comme assesseur financier.

### Activités politiques
Il est conseiller chargé des politiques sociales du Gouvernement de Navarre de 2012 à 2015.
Le 20 décembre 2015, il est élu député pour la Navarre au Congrès des députés et réélu en 2016.